# هوارد كانون
هوارد كانون (بالإنجليزية: Howard Cannon)‏ هو محامي ومدع وضابط وسياسي أمريكي، ولد في 26 يناير 1912 في سانت جورج في الولايات المتحدة، وتوفي في 5 مارس 2002 في لاس فيغاس في الولايات المتحدة. حزبياً، نشط في الحزب الديمقراطي. وقد انتخب عضو مجلس الشيوخ الأمريكي عن دائرة نيفادا (3 يناير 1959 – 3 يناير 1983).